# Championnat des îles Vierges des États-Unis de football 2018-2019
Navigation
Édition précédente Édition suivante
La saison 2018-2019 du championnat des îles Vierges des États-Unis de football est la quinzième édition du championnat de première division des îles Vierges des États-Unis, mais la première sous le nom de Premier League.
Alors qu'entre 1997 et 2017, le champion des îles Vierges des États-Unis était le vainqueur d'une compétition sous la forme de coupe entre les deux meilleures équipes de Sainte-Croix et celles de Saint-Thomas, le format évolue pour cette saison 2018-2019. Ainsi, en lieu et place de deux championnats insulaires distincts, la compétition regroupe les quatre meilleures formations de chaque île dans un même groupe. À l'issue de la phase régulière, les quatre premiers au classement se retrouvent pour une phase finale afin de désigner le champion. Il est à noter qu'aucune équipe de Saint John, troisième principale île mais aussi la moins populeuse, ne participe à la compétition.
Troisième de la phase régulière, le Helenites SC remporte la finale et décroche son cinquième titre national.

## Les équipes participantes
| \| Sainte-Croix : Helenites SC Prankton United Rovers FC United FC Saint-Thomas : LRVI FC New Vibes SC Raymix SC United We Stand Saint-Thomas Sainte-Croix \| Localisation des équipes engagées. |
| Sainte-Croix : Helenites SC Prankton United Rovers FC United FC Saint-Thomas : LRVI FC New Vibes SC Raymix SC United We Stand Saint-Thomas Sainte-Croix                                          |

| Équipe          | Île          | Ville            |
| --------------- | ------------ | ---------------- |
| Helenites SC    | Sainte-Croix | Grove Place      |
| Prankton United | Sainte-Croix | Frederiksted     |
| Rovers FC       | Sainte-Croix | Christiansted    |
| United FC       | Sainte-Croix | Christiansted    |
| LRVI FC         | Saint-Thomas | Charlotte-Amélie |
| New Vibes SC    | Saint-Thomas | Charlotte-Amélie |
| Raymix SC       | Saint-Thomas | Charlotte-Amélie |
| United We Stand | Saint-Thomas | Charlotte-Amélie |

Légende des couleurs
- Tenant du titre

## Compétition

### Phase régulière
Dans cette phase régulière, les équipes affrontent à deux reprises les clubs de leur île et une seule fois ceux de l'île voisine pour un total de dix rencontres.
Le barème de points servant à établir le classement se décompose ainsi :
- Victoire : 3 points
- Match nul : 1 point
- Défaite : 0 point

| Rang | Équipe          | Pts | J  | G | N | P | Bp | Bc | Diff |
| ---- | --------------- | --- | -- | - | - | - | -- | -- | ---- |
| 1    | United FC       | 23  | 10 | 7 | 2 | 1 | 29 | 14 | +15  |
| 2    | Raymix SC T     | 21  | 10 | 7 | 0 | 3 | 27 | 15 | +12  |
| 3    | Helenites SC    | 20  | 10 | 6 | 2 | 2 | 32 | 14 | +18  |
| 4    | United We Stand | 19  | 10 | 6 | 1 | 3 | 58 | 20 | +38  |
| 5    | New Vibes SC    | 15  | 10 | 5 | 0 | 5 | 24 | 18 | +6   |
| 6    | Rovers FC       | 12  | 10 | 3 | 3 | 4 | 20 | 17 | +3   |
| 7    | Prankton United | 4   | 10 | 1 | 1 | 8 | 16 | 67 | -51  |
| 8    | LRVI FC         | 1   | 10 | 0 | 1 | 9 | 11 | 52 | -41  |

|  | Qualification pour la phase finale |
|  | T : Tenant du titre                |

### Phase finale
|  | Demi-finales      | Demi-finales      | Demi-finales      | Demi-finales      |                |                | Finale | Finale | Finale | Finale |
|  |                   |                   |                   |                   |                |                |        |        |        |        |
|  |                   |                   |                   |                   |                |                |        |        |        |        |
|  | 2 Raymix SC       | 2 Raymix SC       | 0                 | 2                 |                |                |        |        |        |        |
|  | 2 Raymix SC       | 2 Raymix SC       | 0                 | 2                 |                |                |        |        |        |        |
|  | 3 Helenites SC    | 3 Helenites SC    | 2                 | 3                 |                |                |        |        |        |        |
|  | 3 Helenites SC    | 3 Helenites SC    | 2                 | 3                 | 3 Helenites SC | 3 Helenites SC | 2      | 2      |        |        |
|  |                   |                   |                   |                   | 3 Helenites SC | 3 Helenites SC | 2      | 2      |        |        |
|  |                   |                   | 4 United We Stand | 4 United We Stand | 1              | 1              |        |        |        |        |
|  | 1 United FC       | 1 United FC       | 4 United We Stand | 4 United We Stand | 1              | 1              | 0      | 0      |        |        |
|  | 1 United FC       | 1 United FC       |                   |                   |                |                |        | 0      |        |        |
|  | 4 United We Stand | 4 United We Stand | 1                 | 1                 |                |                |        |        |        |        |
|  | 4 United We Stand | 4 United We Stand | 1                 | 1                 |                |                |        |        |        |        |

## Bilan de la saison
| Championnat des îles Vierges des États-Unis de football 2018-2019 |                         |
| Champion                                                          | Helenites SC (5e titre) |
| Dauphin                                                           | United We Stand         |
| Qualifications continentales                                      |                         |
| Caribbean Club Shield 2020                                        | Non inscrit             |